# Луна, Виктор
Викто́р Эми́лио Лу́на Го́мес (исп. Víctor Emilio Luna Gómez; 27 октября 1959, Медельин — 28 января 2024, Медельин) — колумбийский футболист и футбольный тренер, играл на позиции защитника.

## Биография

### Игровая карьера
Луна начинал карьеру в клубе «Атлетико Насьональ», в котором отыграл семь сезонов, выиграв с командой в 1981 году чемпионат Колумбии. Затем он перешёл в «Америку», где отыграл три сезона, выиграв в составе этой команды чемпионский титул в 1986 году. По окончании сезона вернулся  в «Атлетико Насьональ» и завершил в нём карьеру.
В составе сборной Колумбии играл на Кубке Америки 1983 года, на котором колумбийцы не вышли в плей-офф.

### Тренерская карьера
Работал главным тренером команды «Онсе Кальдас» (1992, 2005), гуаякильской «Барселоны» (2004) и «Индепендьенте Медельин», который он тренировал 5 раз в своей карьере и выиграл чемпионский титул 2002 года.

### Смерть
Скончался 28 января 2024 года в клинике Медельина на 65-м году жизни от инфаркта миокарда.

## Достижения

### Достижения игрока
«Атлетико Насьональ»
- Чемпион Колумбии: 1981

«Америка» (Кали)
- Чемпион Колумбии: 1986

### Достижения тренера
«Индепендьенте Медельин»
- Чемпион Колумбии: 2002